# Hszücsiahuj
Hszücsiahuj (Xujiahui) (egyszerűsített kínai írásmóddal: 徐家汇, hagyományos kínai írásmóddal: 徐家匯, pinjin átírás: Xújiāhuì, sanghaji nyelven: Zikawei vagy Ziccawei) helység Sanghaj (Shanghai)ban. Ez egy kereskedelmi és kulturális fontosságú történelmi terület, közigazgatásilag Hszühuj (Xuhui) Kerületen belül, amely névadója a helységnek. A terület jól ismert bevásárló- és szórakoztatóközpont Sanghaj (Shanghai)ban. A helyi Hszücsiahuj (Xujiahui) Metrómegálló fontos csomópontja a Sanghaji Metrónak.

## Név
Hszücsiahuj (Xujiahui) szó szerinti fordítása mandarin nyelvből "Hszü (Xu)-ék elágazása" - vagy pontosabban, "a Hszü (Xu) család tulajdona a két folyó elágazásánál". A "Hszü (Xu) család" kifejezés Hszü Kuangcsi (Xu Guangqi) (1562-1633) családjára utal, aki a katolikus hitre térők közül a legkiemelkedőbb volt Kínában. A mai Hszücsiahuj (Xujiahui) nagy részét a Hszü (Xu) család egykori ősbirtoka teszi ki. Miután Matteo Ricci híres olasz Jezsuita megkeresztelte Hszü Kuangcsi (Xu Guangqi)t, ő és leszármazottai nagy telkeket adományoztak a katolikus egyháznak, melyek egyikére épült a Szent Ignác-Székesegyház.

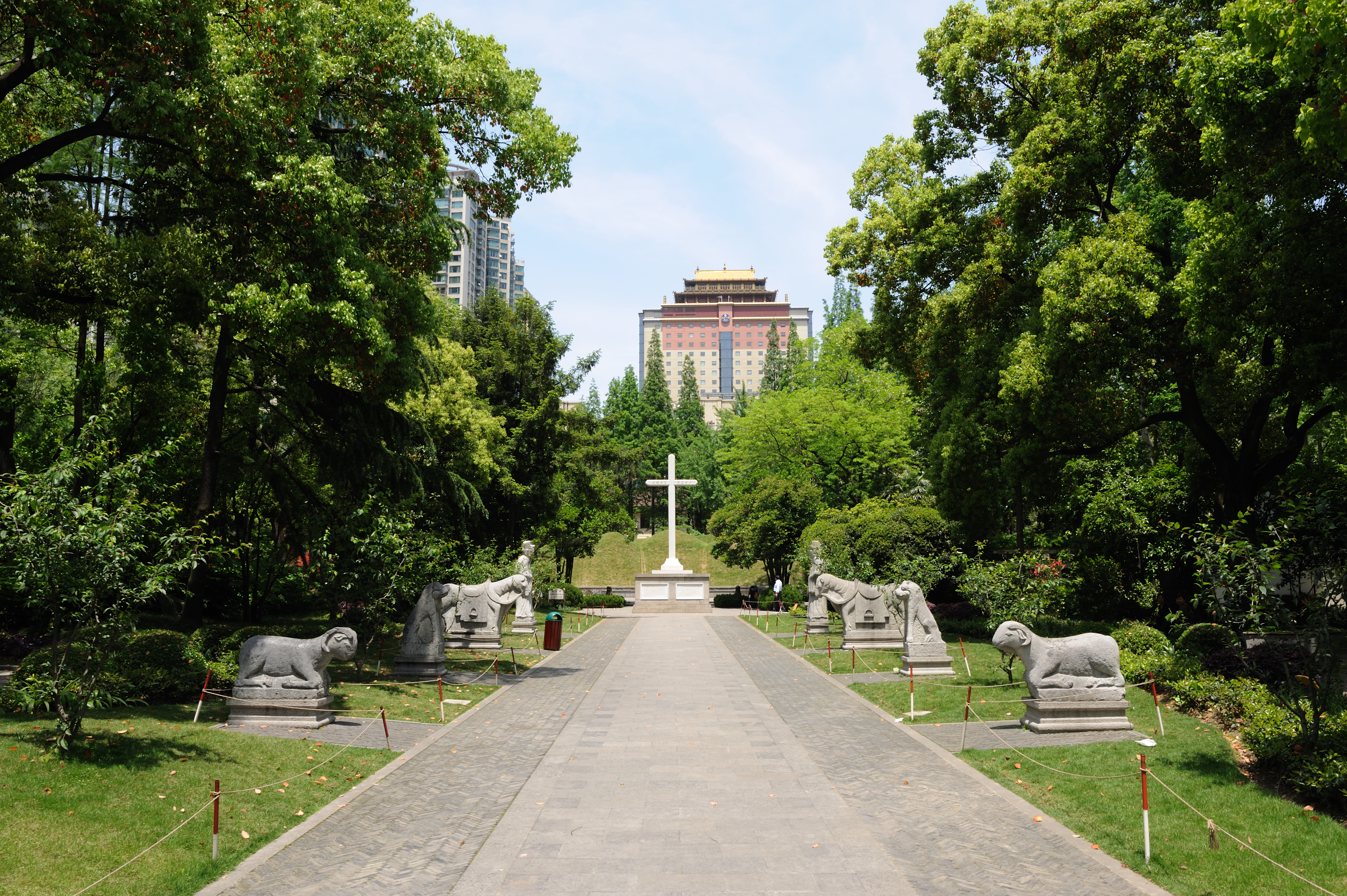
Hszü Kuangcsi (Xu Guangqi) sírja Hszücsiahuj (Xujiahui)ban.

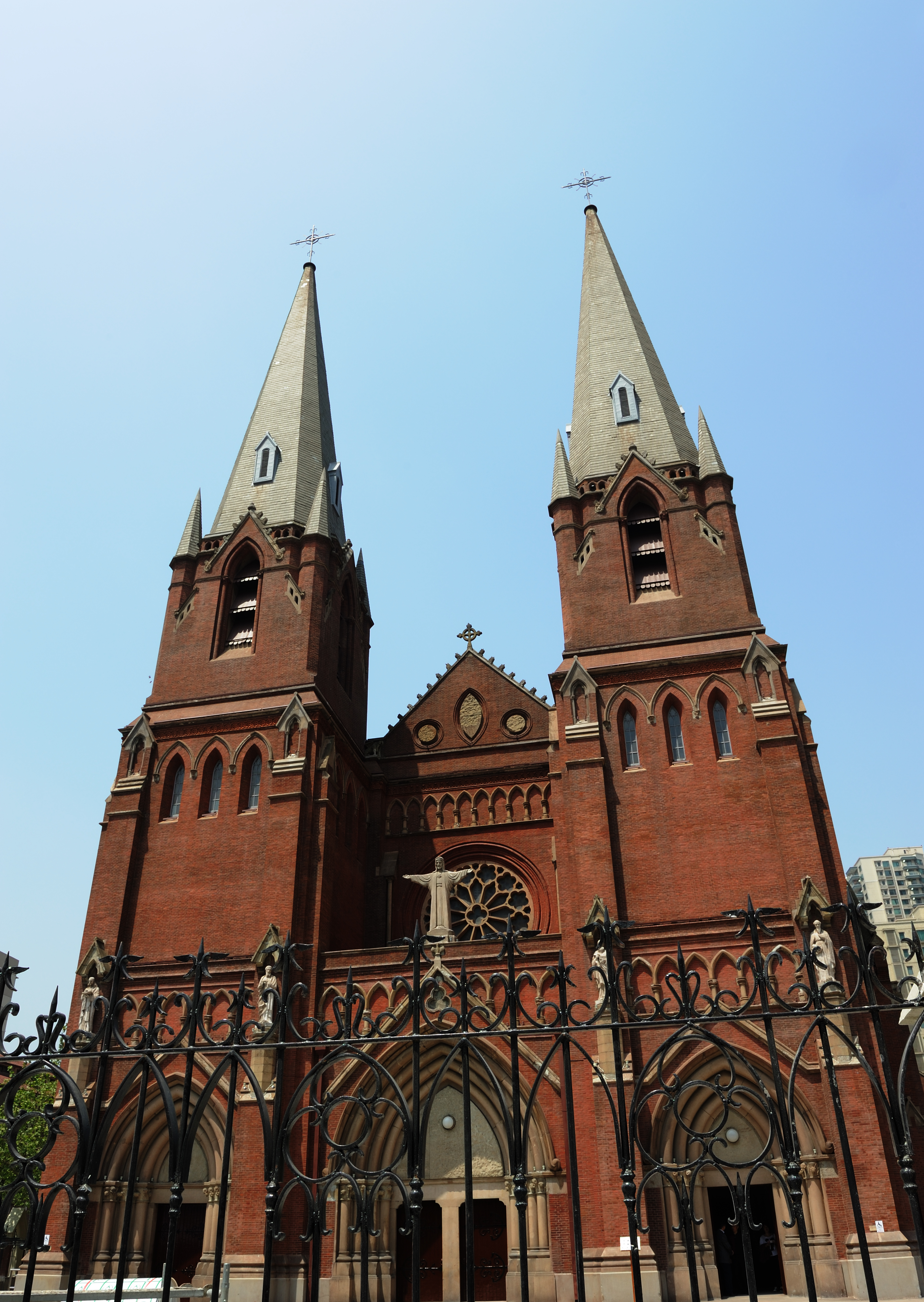
Szent Ignác-Székesegyház, Hszücsiahuj (Xujiahui), Sanghaj (Shanghai).

A Wu Kínai nyelvcsoporthoz tartozó Sanghaji nyelvjárásban Hszücsiahuj (Xujiahui)t "zi-ga-wei"-nek ejtik. A 18. században Sanghaj (Shanghai)nak a nyugati világból bevándorló lakosai között mint "Ziccawei" vagy "Siccawei" (angol), "Zikawei" vagy "Zi-ka-wei" (francia) volt ismert. Ezek a nevek egyes intézmények nevébe ültetve menekültek meg a feledéstől, erre példa a Bibliotheca Zi-Ka-Wei könyvtár neve, de a terület még számos mai túristakalauzban vagy egyéb irodalomban mint "Zikawei", vagy annak valamilyen változataként szerepel.

## Történelem

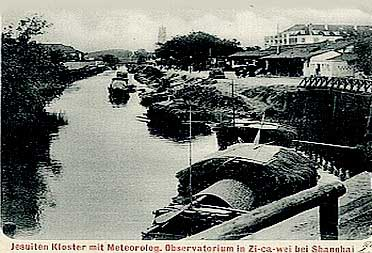
A folyóparti misszionárius épületek és a csillagvizsgáló Zikaweiben 1920 körül.

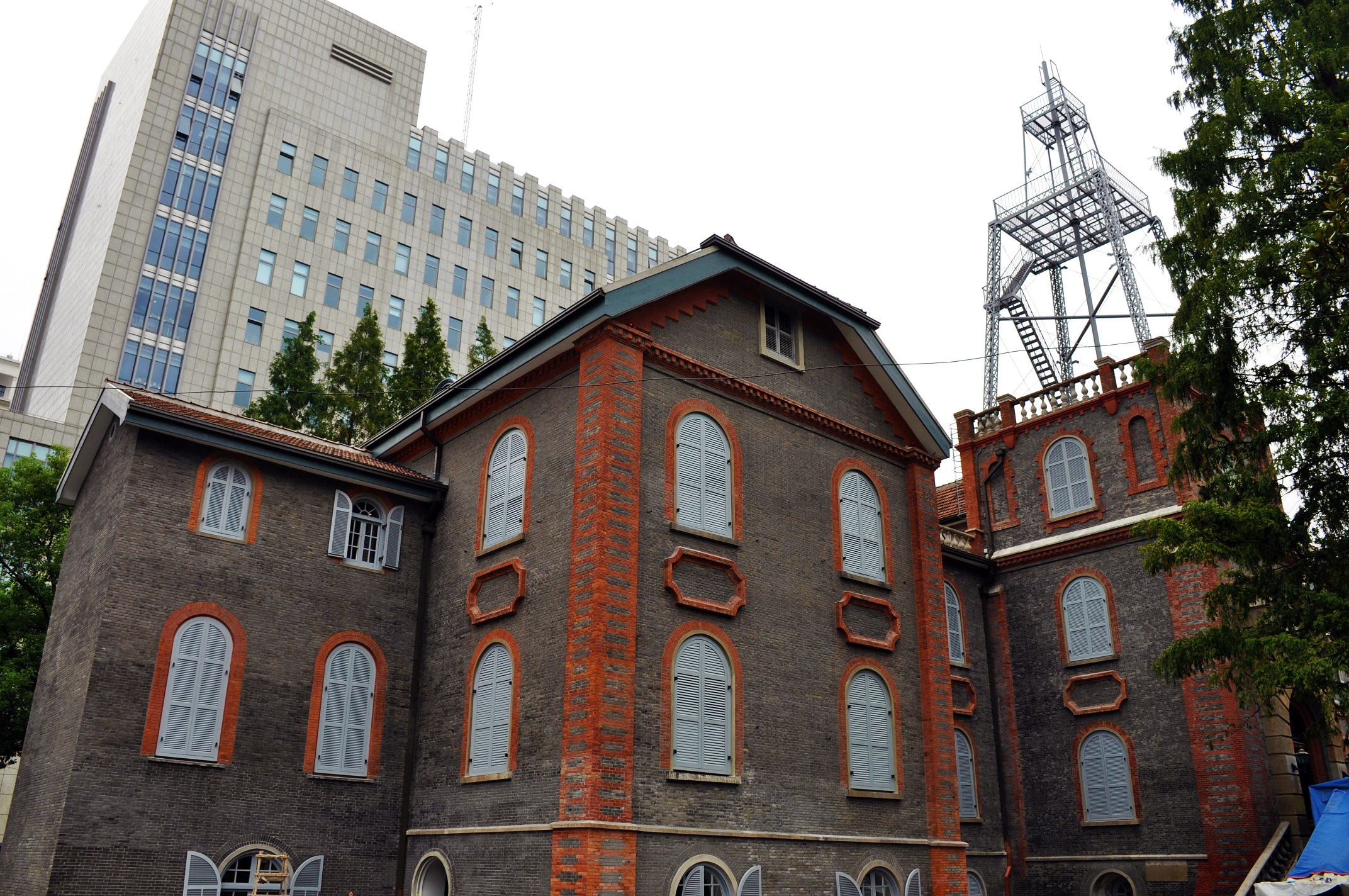
Az egykori Siccawei Csillagvizsgáló ma a Sanghaj (Shanghai) Meteorológiai Központ részét képezi

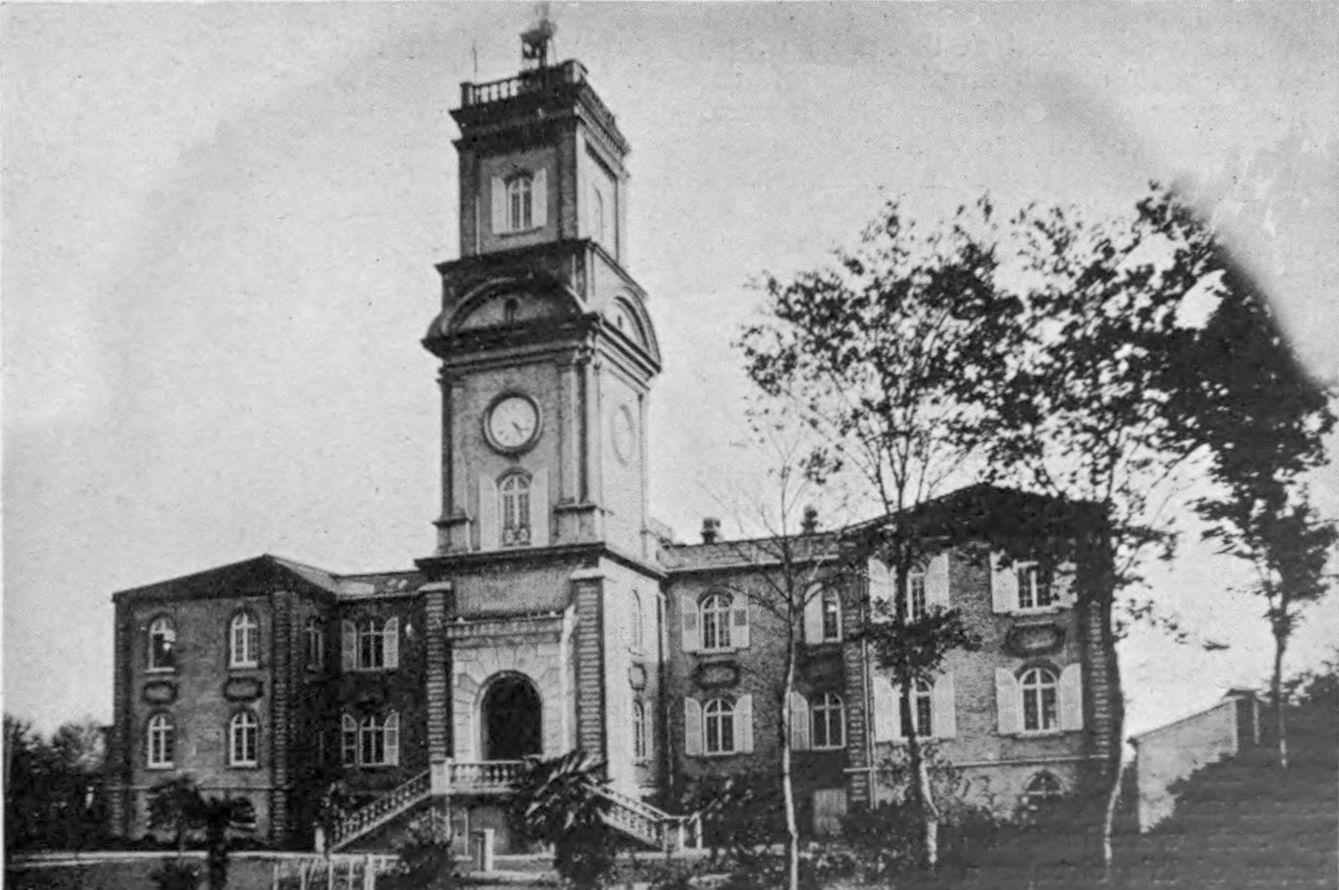
A Siccawei Csillagvizsgáló 1908 körül

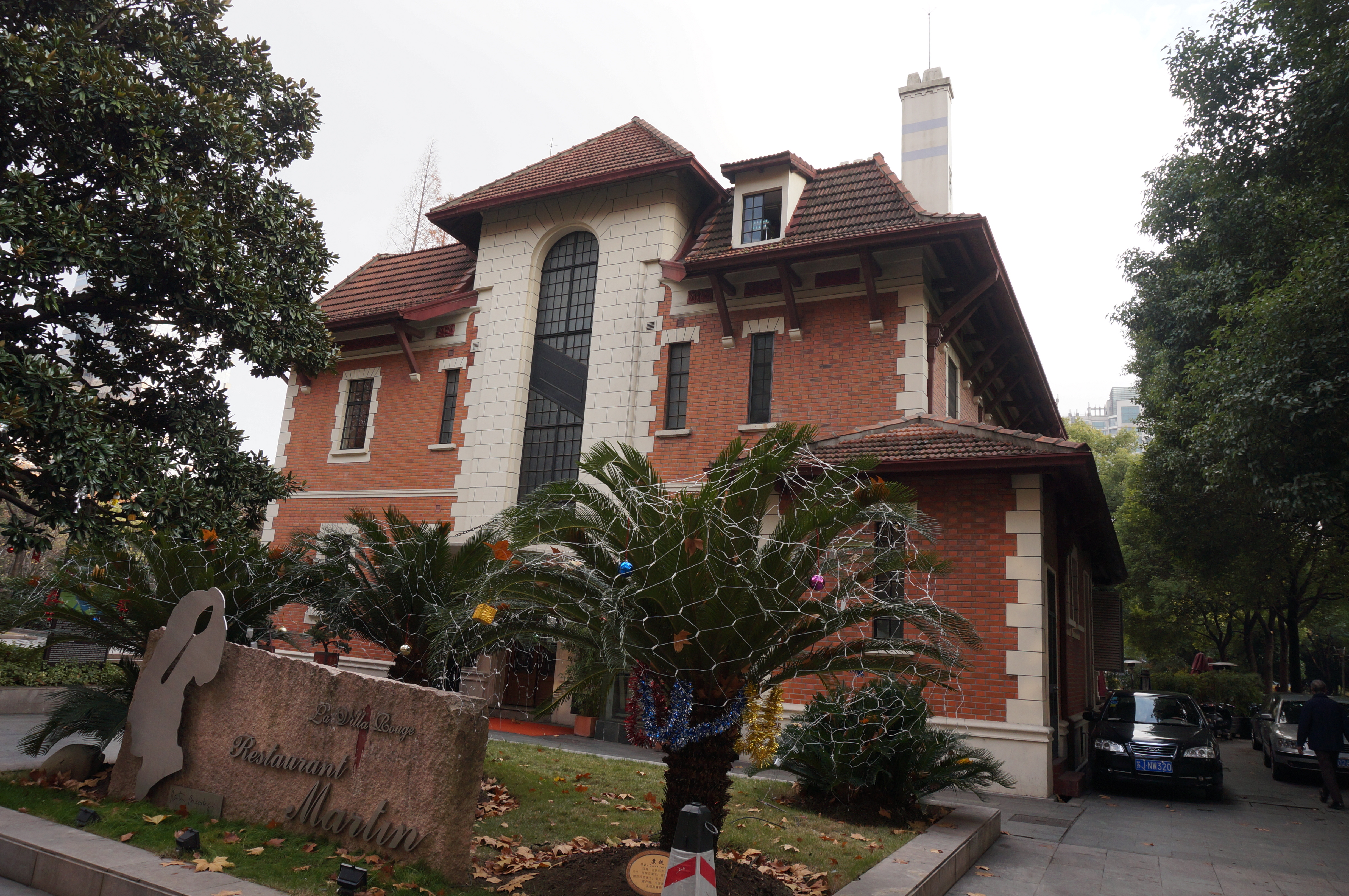
A Pathé épülete

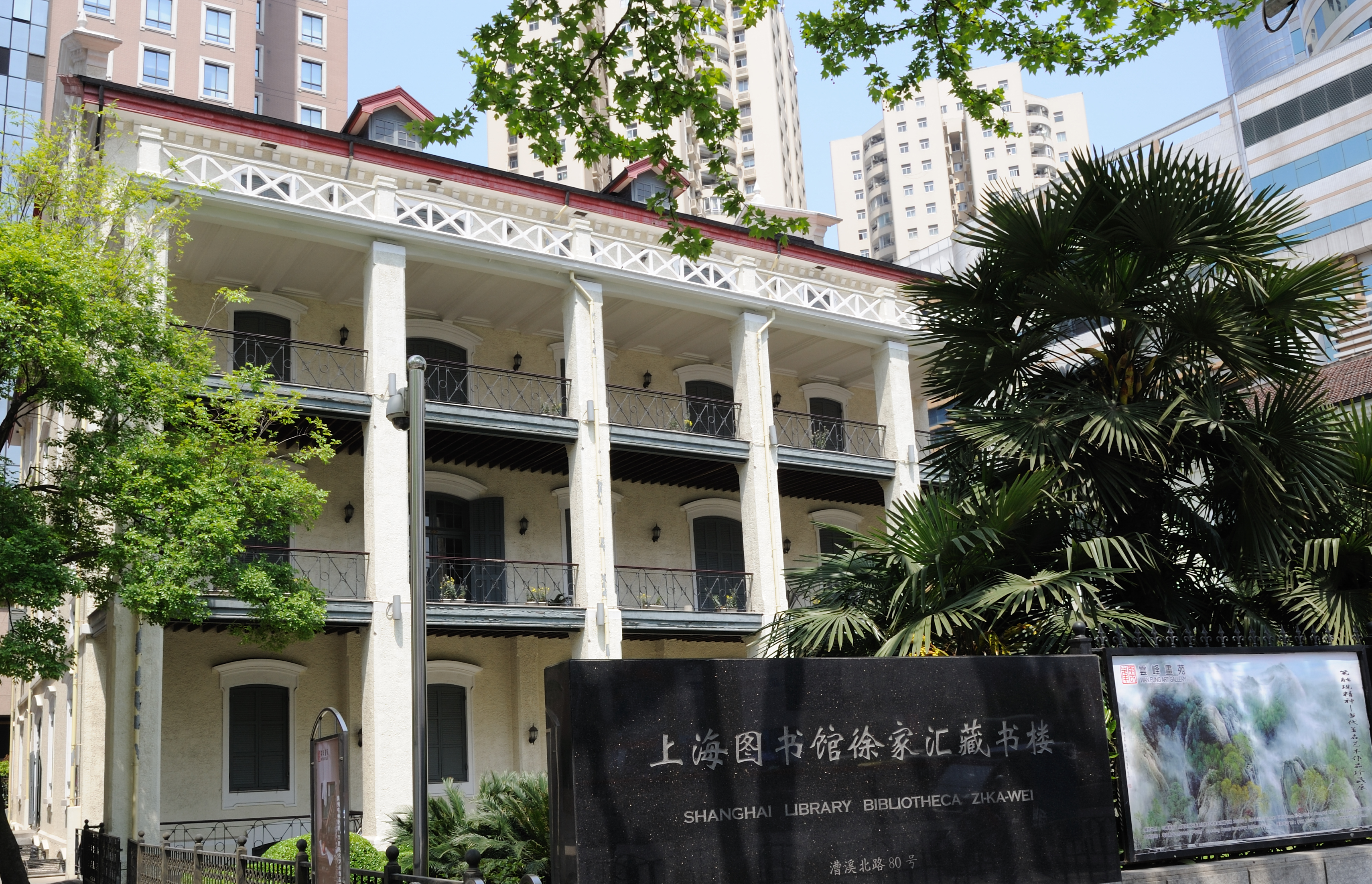
A Bibliotheca Zikawei, ma a Sanghaj Könyvtár egyik fiókja.

A Hszü Kuangcsi (Xu Guangqi) családjától kapott és egyéb úton szerzett telkeken a Jézus Társasága egy nagy székesegyházat építtetett, valamint egy teljes négyzetmérföldnyi épületegyüttest, amely nagymértékben magában foglalja a mai Hszücsiahuj (Xujiahui)t. A székesegyház mellé a francia jezsuiták árvaházakat, kolostorokat, iskolákat, könyvtárakat emeltek, valamint a Sanghaji Csillagvizsgálót (jelenleg Sanghaji Meteorológiai Iroda).
Az elsőnek felemelt épületek egyike a Szent Ignác-székesegyház volt. 1847-ben épült, 1906-ban történt az újjáépítése, majd idővel a katolikusok kelet-ázsiai erődje lett. A székesegyház előtt elvonuló út mai neve Caohszi (Caoxi) Északi út. A székesegyház angol neve ma is St. Ignatius Cathedral (Szent Ignác-székesegyház), de az útra kihelyezett tábla egyszerűen Catholic Church-nek (katolikus templomnak) hívja. A székesegyház szerepelt Steven Spielberg 1987-es A nap birodalma című filmjének nyitó jelenetében.

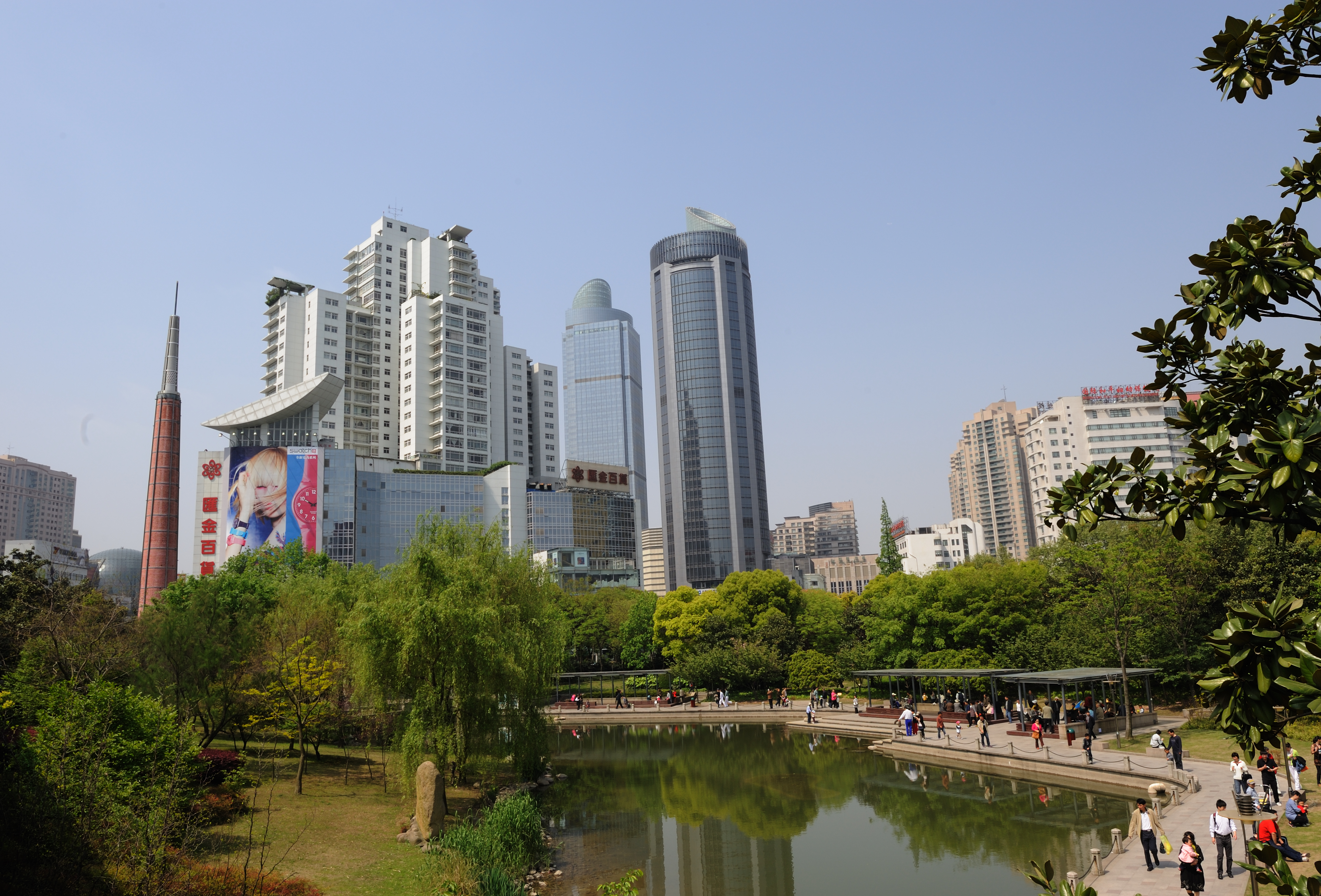
Hszücsiahuj (Xujiahui) Park

A történelmi viszontagságok ellenére még számos egyéb épület megmaradt, mint a katolicizmusnak egy központja. Az egyik a Szent Ignác Kollégium vagy Hszühuj (Xuhui) Kollégium a Hongqiao út 68. szám alatt, mai nevén Hszühuj (Xuhui) Középiskola. Ezt 1850-ben alapították a jezsuiták, és Kínában az első olyan oktatási intézmény volt, amely teljesen nyugati tananyagot kínált. Egy másik a Bibliotheca Zikawei (vagy Bibliothèque de Mission), most a Sanghaj (Shanghai) Könyvtár egy fiókja a székesegyház szomszédságában, Caohszi (Caoxi) Északi út 80. címmel. A jezsuita konvent több épülete Hszücsiahuj (Xujiahui) területén szétszórva található. Eredeti formájukat különböző mértékben őrizték meg: az egyik (szerkezetileg módosított, de még felismerhető állapotban) a Hszühuj (Xuhui) Kerületi Önkormányzat hivatalául szolgál. A Hszücsiahuj (Xujiahui) kereszteződéstől fél kilométerrel délebbre levő Tou-Se-We (Mandarin: Tusanvan (Tushanwan)) katolikus árvaház műhelyeinek művészeti munkája látható Hszücsiahuj (Xujiahui) számos egyházi épületén. Az árvaház egyetlen megmaradt épülete a mai Tou-Se-We Múzeum.
A katolikus egyház alapította tanügyi intézményeknek köszönhetően Hszücsiahuj (Xujiahui) oktatási központtá vált. Itt alapították a jezsuiták az Aurora Egyetemet. A Nanjang (Nanyang) Állami Iskola nevű iskolacsoport császári rendeletre jött létre Hszücsiahuj (Xujiahui)ban a 19. század végén. Ennek legjelentősebb leszármazottja Sanghaj (Shanghai) egyik legrangosabb egyeteme, a Jiao Tong Egyetem, melynek központi részlege ma is Hszücsiahuj (Xujiahui)ban működik. Sanghaj (Shanghai)nak egy másik magas rangú intézménye, a Fudan Egyetem, 1922-ben költözött el Hszücsiahuj (Xujiahui)ból.
Míg Hszücsiahuj (Xujiahui) központja közigazgatásilag Sanghaj (Shanghai) kínai területéhez tartozott, valójában a Katolikus Egyház ellenőrizte, amely szoros kapcsolatban állt a francia koncessziós terület hatóságaival. 1914-től Hszücsiahuj (Xujiahui) már közvetlen szomszédja lett a francia koncessziónak, és megmaradt erős francia befolyás alatt.
A kommunista győzelem a kínai polgárháborúban a katolikus Hszücsiahuj (Xujiahui) hirtelen jött végét jelentette. Néhány évvel azután, hogy a Népi Felszabadító Hadsereg bevonult Sanghaj (Shanghai)ba, a jezsuiták elhagyták Hszücsiahuj (Xujiahui)t, és átköltöztek közeli központjaikba, például Makaóba, vagy Manilába. Akik mégis maradtak, azokat többnyire bebörtönözték a kommunista hatóságok. Ezek közé tartozik Ignatius Kung (Gong Pinmei) Bíboros, aki évtizedeket töltött a börtönben, és Csang-min (Chang-min) "Beda" atya, aki a börtönben halt meg 1951 novemberében.

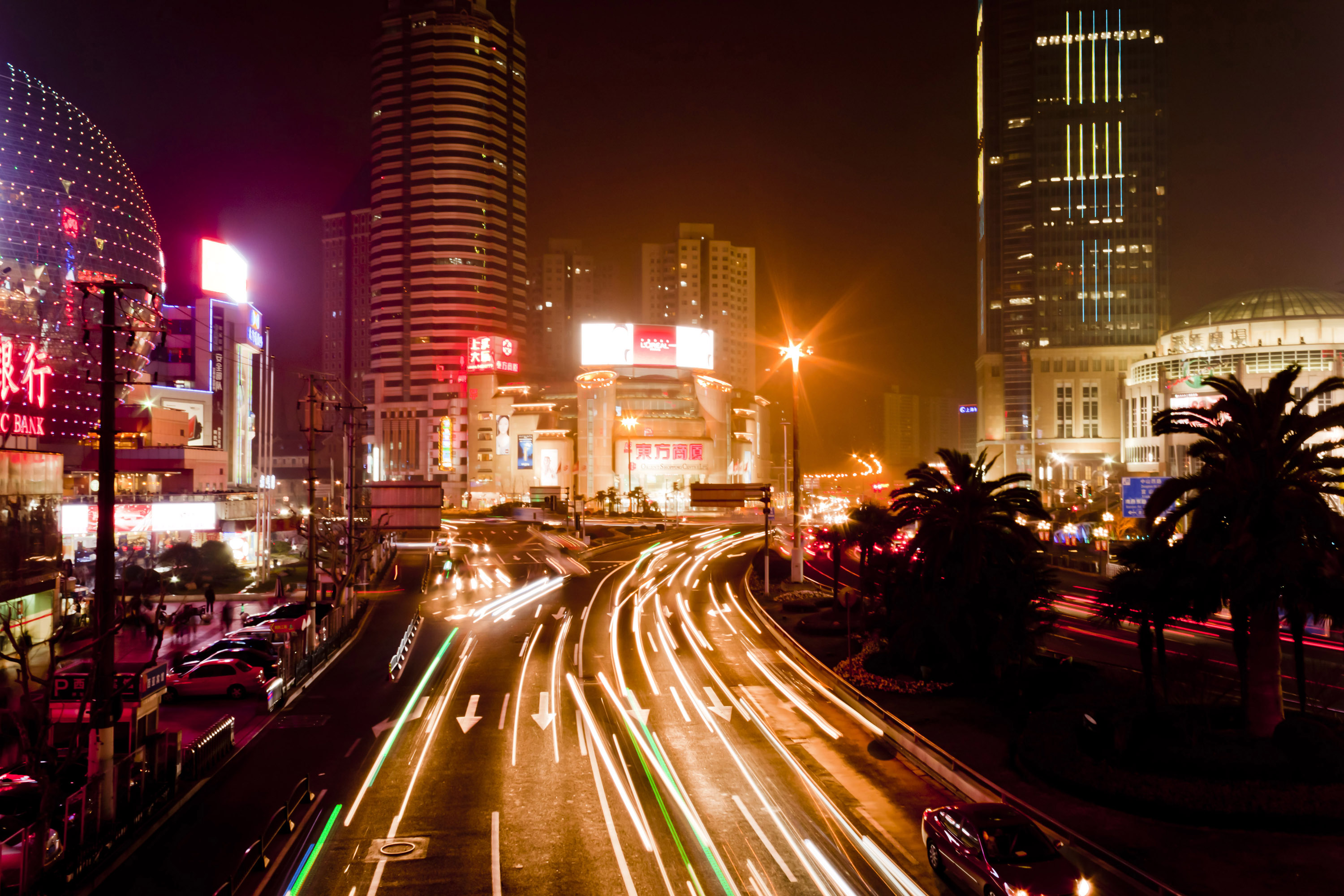
A Hszücsiahuj (Xujiahui) csomópont éjszaka

1949-től a kormány a terület nagy házait és birtokait többnyire megszerezte vagy lefoglalta és átalakította gyárakká. Egészen az 1990-es évek végéig Hszücsiahuj (Xujiahui) főleg ipari terület volt.

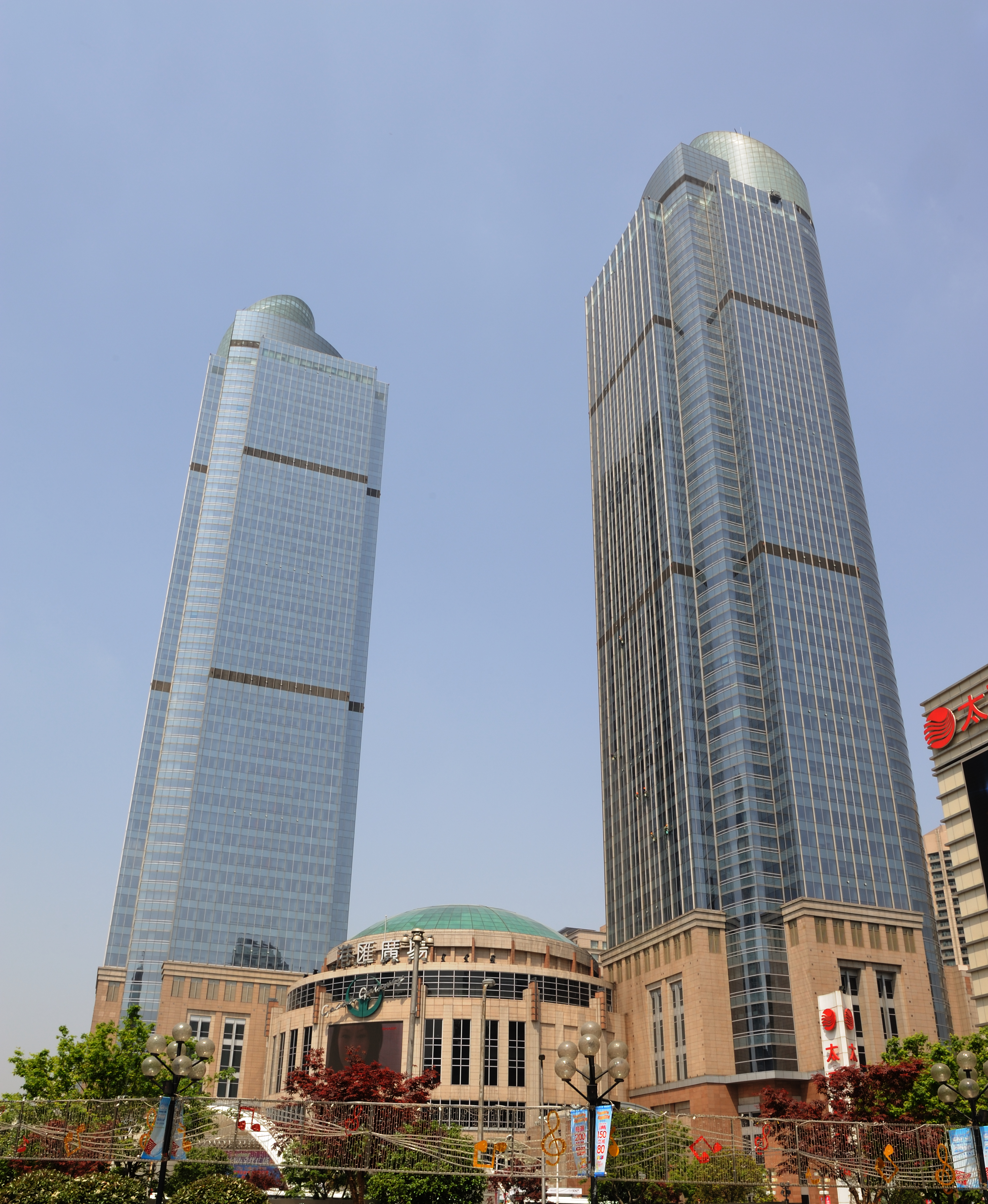
Grand Gateway, Hszücsiahuj (Xujiahui)

Az 1990-es évek végén sok állami tulajdonú gyárat eladtak és lebontottak. Hszücsiahuj (Xujiahui) ma Sanghaj (Shanghai) belvárosának főleg kiskereskedelmi fontosságú negyede.

## Gazdaság
Hszücsiahuj (Xujiahui) ma főleg kereskedelmi körzet, bár a katolikus egyház jelentős mértékben megőrizte jelenlétét, ezenkívül több oktatási és tudományos intézmény található ezen a területen.
Hszücsiahuj (Xujiahui) fő bevásárlónegyede a Hungcsiao (Hongqiao) út, Huasan (Huashan) út, Csaocsiabang (Zhaojiabang) út, valamint Caohszi (Caoxi) Északi út találkozása köré épült. Mind a négy út itt végződik és ez a kereszteződés ad otthont három szupermarketnek, hat nagy bevásárlóközpontnak és kilenc nagy irodaháznak. (Az óramutató járásával megegyező irányban Hungcsiao (Hongqiao) út, Grand Gateway, Huasan (Huashan) út, Pacific Sogo, Hengsan (Hengshan) Közúti Alagút, Hujcsin (Huijin) Áruház, Csaocsiabang (Zhaojiabang) út, Metro-City, Caohszi (Caoxi) Északi út, "Oriental Shopping Mall" bevásárlóközpont.) Innen öt percen belül minden elérhető autótól és bútortól zöldségig. Hszücsiahuj (Xujiahui) elsősorban az elektronikai cikkekről híres, mivel ez az egyik legnagyobb beszerzőhely. Kameráktól kezdve PSP-ig, Xbox-ig, és a hozzá való modchipig, illetve más játék konzolokig minden kapható.

## Oktatás
A Sanghaj Csiaotung (Shanghai Jiao Tong) Egyetem fő részlege a Hszücsiahuj (Xujiahui) csomóponttól északra található, a 11-es metróvonalon egy megállóval északra, mely megálló is az egyetem nevét viseli. Míg hely szűke miatt az egyetem alsó évfolyamai átköltöztek egy Shanghai szélén fekvő új campusba, a Hszücsiahuj (Xujiahui) campus továbbra is otthont ad az egyetem Nemzetközi Oktatási Iskolájának, valamint több kutatóintézetnek. A Hszücsiahuj (Xujiahui) részleg területén több történelmi, a 20. század elején létrejött épületet találunk, például a főbejárati kaput és márvány hidak maradványait, melyek stílusukban is megörökítették az intézmény korábbi státusát, mint császári műszaki egyetem.
1850-ben Collège Saint Ignace néven alapították a ma is Hszücsiahuj (Xujiahui)ban működő Hszühuj (Xuhui) Középiskolát.
A korábbi Sanghaj (Shanghai) Orvosi Egyetem, ma Fudan University Shanghai Medical College szintén a Hszücsiahuj (Xujiahui) metrómegállóhoz közel található.
Hszücsiahuj (Xujiahui)ban működik a Bibliotheca Zi-Ka-Wei (Hszücsiahuj (Xujiahui) Könyvtár).

## Parkok
2002-ben nyílt meg a Hszücsiahuj (Xujiahui) Park egy korábbi téglagyár területén. A parkban kialakított kanyargó patak a Huangpu-folyó kicsinyített mása. Délnyugati végén tóvá öblösül és fekete hattyúk lakják. A park kosárlabda pályának és játszótérnek ad otthont, és egy kb. 250 méter hosszú felüljáró szeli át. A Piros Ház, az egykori Pathé lemezkiadó a park északi szélén fekszik. A Sanghaj (Shanghai) Zenekonzervatórium - mely ugyancsak Hszühuj (Xuhui) kerületben jött létre - gyakran tart ingyenes előadásokat a park tavánál a tavaszi és őszi hónapokban, mivel ilyenkor a legjobb az időjárás Sanghaj (Shanghai)ban.
Hszücsiahuj (Xujiahui) másik fontos parkja a Kuangcsi (Guangqi) Park. Ez annak a Hszü Kuangcsi (Xu Guangqi)nak a sírja köré épült, akitől Hszücsiahuj (Xujiahui) térség és Hszühuj (Xuhui) kerület a nevét kapta. Az eredeti alapján nemrég újraépített sír egy érdekes kombináció egy nagy kereszttel a sírhelynél és hagyományos kínai "lélekúttal", melyet kőállatok szegélyeznek. Egy helyi stílusú házat ide helyeztek át látványosságnak egy környéki városfejlesztés alkalmával.

## Közlekedés
Hszücsiahuj (Xujiahui) fő útkereszteződése egy közlekedési csomópont. Több tucat buszjárat hálózza be, és itt lehet váltani a Sanghaji metró 1-es, 9-es és 11-es vonalai között.

## Hszücsiahuj(Xujiahui)alkerület
1994 májusában Hszücsiahuj (Xujiahui)t a Hszühuj (Xuhui) kerület alkerületévé nyilvánították. Az alkerület 4,04 négyzetkilométeren terül el. 31624 háztartásban 94872 lakó él itt. Az alkerület területe földrajzilag nem esik egybe a helységgel.

## Fordítás
- Ez a szakasz részben vagy egészben a Xujiahui című angol Wikipédia-szócikk ezen változatának fordításán alapul.  Az eredeti cikk szerkesztőit annak laptörténete sorolja fel. Ez a jelzés csupán a megfogalmazás eredetét és a szerzői jogokat jelzi, nem szolgál a cikkben szereplő információk forrásmegjelöléseként.